# Chiesa della Compagnia del Santissimo Rosario
La chiesa della Compagnia del Santissimo Rosario è un edificio sacro che si trova nella frazione di Lucignano d'Asso nel comune di Montalcino, in provincia di Siena.

## Storia e descrizione
Elegante costruzione seicentesca intonacata con portale a timpano triangolare costruito in mattoni, è ornata nei suoi interni da un ricco altare in stucco con un dipinto su tela risalente alla seconda metà del XVII secolo, tipico esempio del Seicento senese con la Madonna del Rosario e i santi Caterina e Domenico.